# Бунастра
Буна́стра (кат. Bonastre, вимова літературною каталанською [bu'nastɾə]) — муніципалітет, розташований в Автономній області Каталонія, в Іспанії. Код муніципалітету за номенклатурою Інституту статистики Каталонії — 430304. Знаходиться у районі (кумарці) Баш-Панадес (коди району — 12 та BP) провінції Таррагона, згідно з новою адміністративною реформою перебуватиме у складі баґарії (округи) Камп-да-Таррагона.

## Назва муніципалітету
Назва муніципалітету можливо походить від лат. bon astre — «добра зірка».

## Населення
Населення міста (у 2007 р.) становить 584 особи (з них менше 14 років — 15,9 %, від 15 до 64 — 67,3 %, понад 65 років — 16,8 %). У 2006 р. народжуваність склала 12 осіб, смертність — 5 осіб, зареєстровано 6 шлюбів. У 2001 р. активне населення становило 169 осіб, з них безробітних — 13 осіб.

Серед осіб, які проживали на території міста у 2001 р., 277 народилися в Каталонії (з них 156 осіб у тому самому районі, або кумарці), 51 особа приїхала з інших областей Іспанії, а 44 особи приїхали з-за кордону. 

Вищу освіту має 7,9 % усього населення. 

У 2001 р. нараховувалося 154 домогосподарства (з них 31,8 % складалися з однієї особи, 28,6 % з двох осіб,20,1 % з 3 осіб, 13,6 % з 4 осіб, 3,9 % з 5 осіб, 0,0 % з 6 осіб, 0,6 % з 7 осіб, 0,6 % з 8 осіб і 0,6 % з 9 і більше осіб).

Активне населення міста у 2001 р. працювало у таких сферах діяльності: у сільському господарстві — 17,3 %, у промисловості — 12,2 %, на будівництві — 29,5 % і у сфері обслуговування — 41,0 %. 

 У муніципалітеті або у власному районі (кумарці) працює 80 осіб, поза районом — 93 особи.

### Безробіття
У 2007 р. нараховувалося 21 безробітний (у 2006 р. — 17 безробітних), з них чоловіки становили 33,3 %, а жінки — 66,7 %.

## Економіка

### Підприємства міста

#### Промислові підприємства
| \| Промислові підприємства міста, за сферою діяльності \| Промислові підприємства міста, за сферою діяльності \| Промислові підприємства міста, за сферою діяльності \| \| Рік \| 2002 р. \| 2001 р. \| \| --------------------------------------------------- \| --------------------------------------------------- \| --------------------------------------------------- \| \| Енергетичні та водні ресурси \| 0,0 % \| 0,0 % \| \| Хімія та метали \| 0,0 % \| 0,0 % \| \| Переробка металів \| 14,3 % \| 12,5 % \| \| Продукти харчування \| 42,9 % \| 37,5 % \| \| Текстиль \| 0,0 % \| 0,0 % \| \| Виробництво меблів, видання \| 42,9 % \| 50,0 % \| \| Інше \| 0,0 % \| 0,0 % \| \| Усього підприємств \| 7 \| 8 \| |         |         |
| Промислові підприємства міста, за сферою діяльності |         |         |
| Рік | 2002 р. | 2001 р. |
| Енергетичні та водні ресурси | 0,0 %   | 0,0 %   |
| Хімія та метали | 0,0 %   | 0,0 %   |
| Переробка металів | 14,3 %  | 12,5 %  |
| Продукти харчування | 42,9 %  | 37,5 %  |
| Текстиль | 0,0 %   | 0,0 %   |
| Виробництво меблів, видання | 42,9 %  | 50,0 %  |
| Інше | 0,0 %   | 0,0 %   |
| Усього підприємств | 7       | 8       |

#### Роздрібна торгівля
| \| Підприємства роздрібної торгівлі міста, за сферою діяльності \| Підприємства роздрібної торгівлі міста, за сферою діяльності \| Підприємства роздрібної торгівлі міста, за сферою діяльності \| \| Рік \| 2002 р. \| 2001 р. \| \| ------------------------------------------------------------ \| ------------------------------------------------------------ \| ------------------------------------------------------------ \| \| Продукти харчування \| 33,3 % \| 50,0 % \| \| Одяг та взуття \| 0,0 % \| 0,0 % \| \| Товари для дому \| 0,0 % \| 0,0 % \| \| Книги та періодичні видання \| 0,0 % \| 0,0 % \| \| Промислова хімічна продукція \| 16,7 % \| 25,0 % \| \| Продукція, пов'язана з транспортними засобами \| 16,7 % \| 0,0 % \| \| Інше \| 33,3 % \| 25,0 % \| \| Усього підприємств \| 6 \| 4 \| |         |         |
| Підприємства роздрібної торгівлі міста, за сферою діяльності |         |         |
| Рік | 2002 р. | 2001 р. |
| Продукти харчування | 33,3 %  | 50,0 %  |
| Одяг та взуття | 0,0 %   | 0,0 %   |
| Товари для дому | 0,0 %   | 0,0 %   |
| Книги та періодичні видання | 0,0 %   | 0,0 %   |
| Промислова хімічна продукція | 16,7 %  | 25,0 %  |
| Продукція, пов'язана з транспортними засобами | 16,7 %  | 0,0 %   |
| Інше | 33,3 %  | 25,0 %  |
| Усього підприємств | 6       | 4       |

#### Сфера послуг
| \| Підприємства міста, що працюють у сфері послуг, за діяльністю \| Підприємства міста, що працюють у сфері послуг, за діяльністю \| Підприємства міста, що працюють у сфері послуг, за діяльністю \| \| Рік \| 2002 р. \| 2001 р. \| \| ------------------------------------------------------------- \| ------------------------------------------------------------- \| ------------------------------------------------------------- \| \| Гуртова торгівля \| 0,0 % \| 0,0 % \| \| Готелі та готельний бізнес \| 62,5 % \| 50,0 % \| \| Транспорт та зв'язок \| 12,5 % \| 12,5 % \| \| Посередницькі фінансові послуги \| 12,5 % \| 0,0 % \| \| Послуги підприємствам \| 0,0 % \| 0,0 % \| \| Послуги фізичним особам \| 0,0 % \| 25,0 % \| \| Нерухомість та ін. \| 12,5 % \| 12,5 % \| \| Усього підприємств \| 8 \| 8 \| |         |         |
| Підприємства міста, що працюють у сфері послуг, за діяльністю |         |         |
| Рік | 2002 р. | 2001 р. |
| Гуртова торгівля | 0,0 %   | 0,0 %   |
| Готелі та готельний бізнес | 62,5 %  | 50,0 %  |
| Транспорт та зв'язок | 12,5 %  | 12,5 %  |
| Посередницькі фінансові послуги | 12,5 %  | 0,0 %   |
| Послуги підприємствам | 0,0 %   | 0,0 %   |
| Послуги фізичним особам | 0,0 %   | 25,0 %  |
| Нерухомість та ін. | 12,5 %  | 12,5 %  |
| Усього підприємств | 8       | 8       |

## Житловий фонд
У 2001 р. 4,5 % усіх родин (домогосподарств) мали житло метражем до 59 м2, 27,9 % — від 60 до 89 м2, 37,0 % — від 90 до 119 м2 і
30,5 % — понад 120 м2.

З усіх будівель у 2001 р. 63,5 % було одноповерховими, 31,6 % — двоповерховими, 4,9 % — триповерховими, 0,0 % — чотириповерховими, 0,0 % — п'ятиповерховими, 0,0 % — шестиповерховими,
0,0 % — семиповерховими, 0,0 % — з вісьмома та більше поверхами.

## Автопарк
| \| Автомобілі, зареєстровані у місті, за призначенням \| Автомобілі, зареєстровані у місті, за призначенням \| Автомобілі, зареєстровані у місті, за призначенням \| \| Рік \| 2006 р. \| 2005 р. \| \| -------------------------------------------------- \| -------------------------------------------------- \| -------------------------------------------------- \| \| Приватні автомобілі \| 64,5 % \| 65,9 % \| \| Мотоцикли \| 10,6 % \| 9,8 % \| \| Вантажівки \| 21,5 % \| 21,2 % \| \| Трактори \| 0,0 % \| 0,0 % \| \| Автобуси та ін. \| 3,4 % \| 3,1 % \| \| Усього автомобілів \| 470 шт. \| 419 шт. \| |         |         |
| Автомобілі, зареєстровані у місті, за призначенням |         |         |
| Рік | 2006 р. | 2005 р. |
| Приватні автомобілі | 64,5 %  | 65,9 %  |
| Мотоцикли | 10,6 %  | 9,8 %   |
| Вантажівки | 21,5 %  | 21,2 %  |
| Трактори | 0,0 %   | 0,0 %   |
| Автобуси та ін. | 3,4 %   | 3,1 %   |
| Усього автомобілів | 470 шт. | 419 шт. |

## Вживання каталанської мови
У 2001 р. каталанську мову у місті розуміли 91,4 % усього населення (у 1996 р. — 94,9 %), вміли говорити нею 80,1 % (у 1996 р. — 89,6 %), вміли читати 76,8 % (у 1996 р. — 83,5 %), вміли писати 44,2 % (у 1996 р. — 46,5 %). Не розуміли каталанської мови 8,6 %.

## Політичні уподобання
У виборах до Парламенту Каталонії у 2006 р. взяло участь 229 осіб (у 2003 р. — 222 особи). Голоси за політичні сили розподілилися таким чином:
| \| Вибори до Парламенту Каталонії \| Вибори до Парламенту Каталонії \| Вибори до Парламенту Каталонії \| \| Рік \| 2006 р. \| 2003 р. \| \| -------------------------------------- \| ------------------------------ \| ------------------------------ \| \| Конвергенція та Єднання (CiU) \| 42,8 % \| 55,9 % \| \| Соціалістична партія Каталонії (PSC) \| 24,0 % \| 15,8 % \| \| Народна партія (PP) \| 4,8 % \| 8,1 % \| \| Ініціатива за Каталонію — Зелені (ICV) \| 7,0 % \| 3,6 % \| \| Республіканська лівиця Каталонії (ERC) \| 18,3 % \| 15,8 % \| \| Громадяни — Громадянська партія (C's) \| 2,2 % \| 0,0 % \| \| Інші \| 0,9 % \| 0,9 % \| |         |         |
| Вибори до Парламенту Каталонії |         |         |
| Рік | 2006 р. | 2003 р. |
| Конвергенція та Єднання (CiU) | 42,8 %  | 55,9 %  |
| Соціалістична партія Каталонії (PSC) | 24,0 %  | 15,8 %  |
| Народна партія (PP) | 4,8 %   | 8,1 %   |
| Ініціатива за Каталонію — Зелені (ICV) | 7,0 %   | 3,6 %   |
| Республіканська лівиця Каталонії (ERC) | 18,3 %  | 15,8 %  |
| Громадяни — Громадянська партія (C's) | 2,2 %   | 0,0 %   |
| Інші | 0,9 %   | 0,9 %   |

У муніципальних виборах у 2007 р. взяло участь 300 осіб (у 2003 р. — 262 особи). Голоси за політичні сили розподілилися таким чином:
| \| Муніципальні вибори \| Муніципальні вибори \| Муніципальні вибори \| \| Рік \| 2007 р. \| 2003 р. \| \| -------------------------------------- \| ------------------- \| ------------------- \| \| Конвергенція та Єднання (CiU) \| 65,0 % \| 69,8 % \| \| Соціалістична партія Каталонії (PSC) \| 30,0 % \| 17,6 % \| \| Народна партія (PP) \| 5,0 % \| 1,5 % \| \| Ініціатива за Каталонію — Зелені (ICV) \| 0,0 % \| 0,0 % \| \| Республіканська лівиця Каталонії (ERC) \| 0,0 % \| 11,1 % \| \| Громадяни — Громадянська партія (C's) \| 0 % \| 0 % \| \| Інші \| 0,0 % \| 0,0 % \| |         |         |
| Муніципальні вибори |         |         |
| Рік | 2007 р. | 2003 р. |
| Конвергенція та Єднання (CiU) | 65,0 %  | 69,8 %  |
| Соціалістична партія Каталонії (PSC) | 30,0 %  | 17,6 %  |
| Народна партія (PP) | 5,0 %   | 1,5 %   |
| Ініціатива за Каталонію — Зелені (ICV) | 0,0 %   | 0,0 %   |
| Республіканська лівиця Каталонії (ERC) | 0,0 %   | 11,1 %  |
| Громадяни — Громадянська партія (C's) | 0 %     | 0 %     |
| Інші | 0,0 %   | 0,0 %   |